# Londinium
Londinium (actual Londres) es el nombre que los romanos dieron a la ciudad que fundaron cerca de las aldeas celtas de Llyn Din, en Britania (actual Inglaterra).
La ciudad fue construida en un sitio habitado por tribus aborígenes que llamaban Llyn Din al lugar (‘fortín del lago’). Aquellos celtas habían elegido el emplazamiento como sitio propicio para sus actividades comerciales. La ciudad fundada por los romanos es la actual Londres, que con el paso de los años acabó por absorber las pequeñas aldeas de las inmediaciones.

## Historia
Cuando los romanos llegaron a la isla para conquistarla hicieron grandes obras de ingeniería según era su costumbre para facilitar la marcha de las tropas y para organizar el país a su modo. Una de estas obras fue la construcción de un puente sobre el río Támesis, en un lugar donde no lo afectaran las mareas,[cita requerida] es decir en Llyn Din. Los romanos latinizaron el nombre del sitio como Londinium.

Mapa de Londinium en la antigüedad tardía.

Londinium siguió desarrollándose como ciudad hasta el año 60, en que tuvo lugar un enfrentamiento entre el ejército romano y las tribus sublevadas con la reina Boadicea al frente durante el cual desalojaron la ciudad al tiempo que le prendían fuego. Tras el triunfo de los romanos en la batalla de Watling Street, la reina se suicidó envenenándose. Las excavaciones han revelado la evidencia de fuego, descubriéndose una capa de ceniza roja. También fue descubierto el emplazamiento militar. La ciudad fue restaurada al cabo de los 10 años y se estableció en ella la sede del gobierno imperial de Britania. Se cree que por entonces contaba con unos 15 000 habitantes. El historiador romano Tácito (55-120) describió la ciudad alabando su grandeza como centro comercial con un magnífico puerto fluvial.
Hacia el año 200 Londinium era ya una de las más ricas y prósperas ciudades del Imperio romano. En esa época estaba amurallada y su muralla rodeaba 153 hectáreas, equivalente a un círculo de 1400 m de diámetro. Se conservan restos en Wall St., en la actual City, entre Wood St. y Aldermanbury. Las antiguas puertas de entrada a la ciudad han conservado su topónimo en sitios como Ludgate, Dourgate y Beluisgate.
Cuando los sajones invadieron Britania en el siglo V hubo grandes luchas en todo el país. Londinium fue defendida y protegida más que ninguna otra ciudad pero a finales del siglo la ciudad era ya una ruina con pocos habitantes. En el siglo VII sin embargo parece que había recuperado su esplendor —los sajones la habían nombrado capital de su nuevo reino— y es mencionada en algunos documentos como una próspera ciudad sajona de gran riqueza comercial.

## Bibliografía

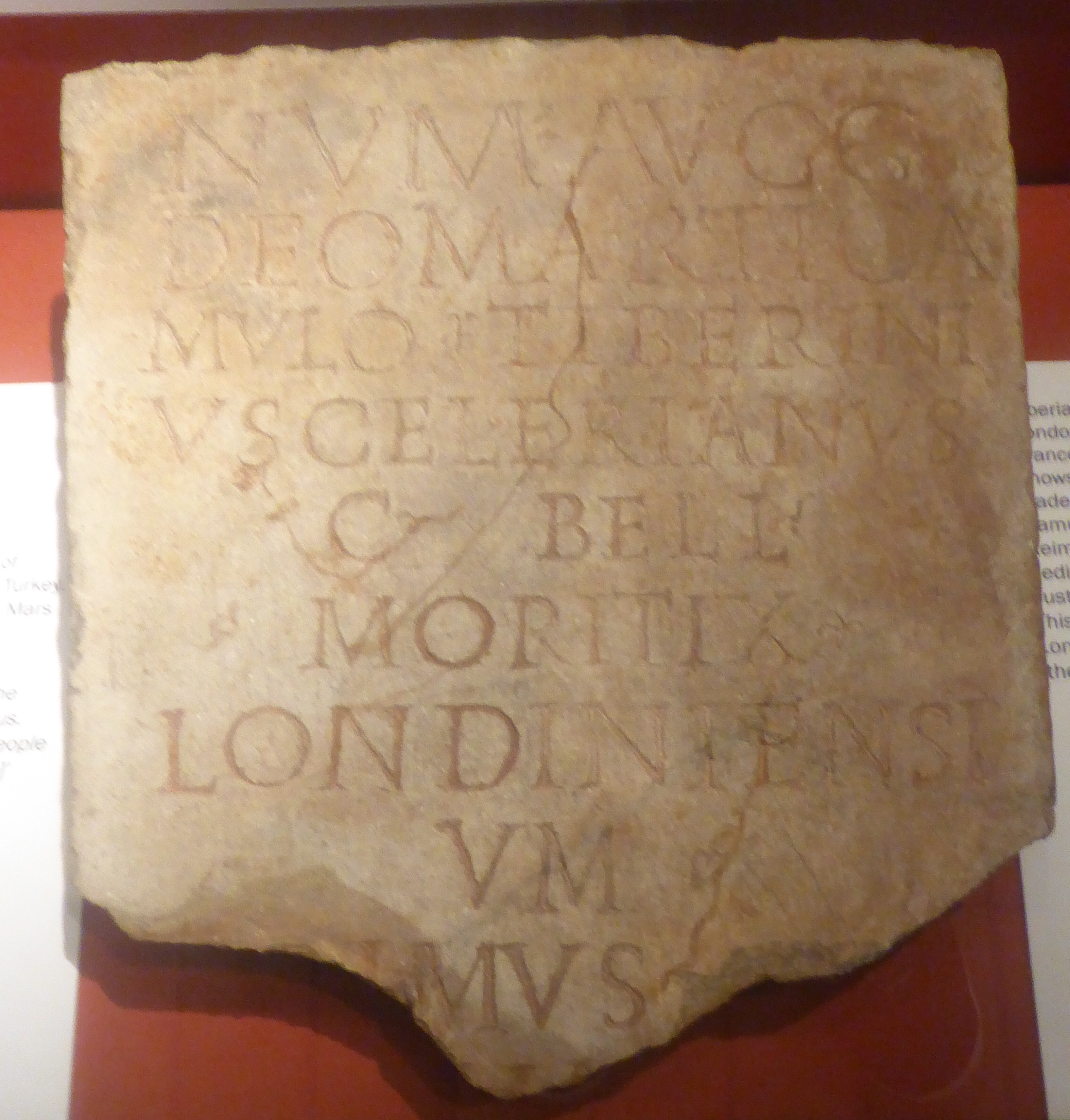
Placa votiva romana dedicada a los Númenes de los Augustos y a Marte por un emigrante galo en Londinium